# Quentin Béthune
Quentin Béthune (Francia, 25 de septiembre de 1995) es un jugador profesional francés de rugby que se desempeña en la posición de pilar en Aviron Bayonnais, equipo perteneciente a la liga Top 14.

## Carrera
Béthune es un jugador de formación francesa (JIFF). Comenzó su carrera deportiva con el equipo Sporting Union Agen, en el cual jugó cinco temporadas (2014-2019), después pasó a Stade Français Paris (2019-2022), luego a Aviron Bayonnais, donde lleva jugando dos temporadas.